# Miles Mayhem
Miles Mayhem is een personage uit de Amerikaanse tekenfilmserie M.A.S.K. uit 1985-1986. Hij is de gewetenloze oprichter en aanvoerder van de criminele organisatie Vicious Evil Network of Mayhem, of kortweg V.E.N.O.M.

## Achtergrond
Het personage werd eind 1983, begin 1984 bedacht door speelgoedfabrikant Kenner voor de nieuwe speelgoedlijn M.A.S.K. van uitvinder en speelgoedontwerper W. Grey Williams. Mayhem moest de grote vijand worden van Matt Trakker en zijn geheime organisatie. De lijn bestond op dat moment uit slechts een paar nog in ontwikkeling zijnde voertuigen. Het idee was om uiteindelijk een tekenfilmserie te produceren als reclame voor het speelgoed.
De naam voor het personage was snel bedacht, maar uit verschillende voorstellen voor zijn helikopter, zoals Condor, kon vooralsnog geen passende worden gekozen. De naam Condor werd aan een ander voertuig toegekend en de andere werden afgekeurd. Uiteindelijk werd gekozen voor een nieuw voorstel: Switchblade.

## Tegenstrijdigheden
In het eerste seizoen van de tekenfilmserie bestaat M.A.S.K. uit een groep geheim agenten waarvan de identiteit niet bekend is bij Mayhem en zijn handlangers.
Echter, de stripverhalen van M.A.S.K. zijn gebaseerd op Kenner Products' eerste ideeën over de serie: Matt Trakker, zijn broer Andy, en Mayhem zouden samen de bedenkers zijn van project M.A.S.K., een onderdeel van de vredesorganisatie P.N.A. Mayhem lokt de gebroeders Trakker in een hinderlaag, steelt de plannen voor de voertuigen en vormt V.E.N.O.M. als een onderdeel van de wereldwijde criminele organisatie Contraworld. Hij laat de broers voor dood achter. Matt echter, heeft de aanslag overleefd en zweert wraak voor de dood van zijn broer.
Ook in het tweede seizoen van de tekenfilm kent V.E.N.O.M. de identiteit van alle M.A.S.K.-agenten.